# Kanton Chilla
Der Kanton Chilla befindet sich in der Provinz El Oro im Süden von Ecuador. Er besitzt eine Fläche von 332,3 km². Im Jahr 2020 lag die Einwohnerzahl schätzungsweise bei 2380. Verwaltungssitz des Kantons ist die Ortschaft Chilla mit 1025 Einwohnern (Stand 2010). Der Kanton Chilla wurde im Jahr 1988 eingerichtet.

## Lage
Der Kanton Chilla befindet sich am Westrand der Anden im Osten der Provinz El Oro. Im äußersten Südosten erreicht der Kanton eine maximale Höhe von 3883 m. Das Kantonsgebiet wird hauptsächlich nach Norden zum Río Jubones entwässert. Der äußerste Süden gehört zum Einzugsgebiet des Río Puyango, der äußerste Südwesten zum Einzugsgebiet des Río Santa Rosa. Der Hauptort Chilla ist über eine Stichstraße von der weiter nördlich verlaufenden Fernstraße E59 (Pasaje–Cuenca) erreichbar.
Der Kanton Chilla grenzt im Osten an den Kanton Zaruma, im Süden an den Kanton Atahualpa sowie im Westen und im Norden an den Kanton Pasaje.

## Verwaltungsgliederung
Der Kanton Chilla ist deckungsgleich mit der gleichnamigen Parroquia urbana („städtisches Kirchspiel“).